# کاکوچی میمورا
کاکوچی میمورا (به انگلیسی: Kakuichi Mimura) بازیکن فوتبال اهل ژاپن و عضو تیم ملی فوتبال ژاپن است که در تاریخ ۰۲ ژانویه ۱۹۵۵ میلادی اولین بازی ملی‌اش را انجام داد. او در ۴ بازی ملی حضور داشت و آخرین بازی ملی خود را در تاریخ ۱۱ ژانویه ۱۹۵۵ میلادی انجام داد. کاکوچی میمورا در بازی‌های ملی‌اش
گلی به ثمر نرساند.